# Seymour Hess
Pour les articles homonymes, voir Hess.
Seymour Lester Hess (né le 27 octobre 1920, mort le 15 janvier 1982) est un météorologiste et un planétologue.
Il est né à Brooklyn dans l'état de New York. Il obtient un baccalauréat en chimie au collège de Brooklyn, en 1943, il s'inscrit à l'université de Chicago comme cadet de l'armée de l'air. Il y termine sa maîtrise en 1945,  	  	
puis, à la suite de sa libération du service militaire comme lieutenant dans l'armée des États-Unis, il s'inscrit pour un doctorat au département de la météorologie. En 1948, il développe in intérêt pour la météorologie planétaire, et passe un certain temps à l'Observatoire Lowell à Flagstaff en Arizona, il observe entre autres la planète Mars. Il fait une dissertation ayant pour titre, Some Aspects of the Meteorology of Mars, (Certains aspects de la météorologie de Mars). Le 20 mai 1950, Hess se distingue en rapportant une observation d'un OVNI à partir de Flagstaff, expliquant que c'était un disque brillant, traversant les nuages, "définitivement pas un avion."
Il rejoint le nouveau département de l'université d'état de Floride en 1950, il y passera le reste de sa carrière il y a fait deux termes en tant que président du département. À partir de 1966 il est directeur associé de l'université pendant plusieurs années. Il est le chef de l'équipe météorologique du programme Viking landers, il participe également au développement des instruments météorologiques sur Viking 1. Le 21 juillet 1976 il fait le premier rapport météorologique extraterrestre en décrivant les conditions atmosphériques de Chryse Planitia sur Mars. En 1978 il obtient la chaire de professeur émérite Robert O. Lawton, le plus grand honneur accordé par l'université de l'état de la Floride. Son travail sur Introduction to theoretical meteorology (Introduction à la météorologie théorique), est publié en 1959, il est réimprimé en 1979. Il meurt à la suite de complications survenues lors d'une chirurgie pour un cancer. En 1983 l'union géodésique et géophysique internationale tient le Seymour Hess Memorial Symposium en son honneur.

## Source
- (en) Cet article est partiellement ou en totalité issu de l’article de Wikipédia en anglais intitulé « Seymour Hess » (voir la liste des auteurs).